# Landkreis Güstrow
Landkreis Güstrow  is een voormalig Landkreis in de Duitse deelstaat Mecklenburg-Voor-Pommeren. Het had een oppervlakte van 2058 km².

## Geschiedenis
Güstrow ontstond op 12 juni 1994 door de samenvoeging van de toenmalige districten Güstrow, Teterow en Bützow, zonder het Amt Schwaan.
Op 4 september 2011 is Güstrow samen met het  Landkreis Bad Doberan opgegaan in het nieuwe Landkreis Rostock.

## Steden en gemeenten
Güstrow was op het moment van opheffing bestuurlijk in de volgende steden en gemeenten onderverdeeld:
| Amtsvrije gemeenten 1. Güstrow, Stad * 2. Teterow, Stad * |

Ämter met deelnemende gemeenten/steden
* = Bestuurscentrum van de Amtsverwaltung
| | | |
| - 1. Amt Bützow Land 1. Baumgarten 2. Bernitt 3. Bützow, Stad * 4. Dreetz 5. Jürgenshagen 6. Klein Belitz 7. Penzin 8. Rühn 9. Steinhagen 10. Tarnow 11. Warnow 12. Zepelin - 2. Amt Gnoien 1. Altkalen 2. Behren-Lübchin 3. Boddin 4. Finkenthal 5. Gnoien, Stad * 6. Lühburg 7. Walkendorf 8. Wasdow | - 3. Amt Güstrow-Land (Bestuurscentrum te Güstrow) 1. Glasewitz 2. Groß Schwiesow 3. Gülzow-Prüzen 4. Gutow 5. Klein Upahl 6. Kuhs 7. Lohmen 8. Lüssow 9. Mistorf 10. Mühl Rosin 11. Plaaz 12. Reimershagen 13. Sarmstorf 14. Zehna - 4. Amt Krakow am See 1. Dobbin-Linstow 2. Hoppenrade 3. Krakow am See, Stad * 4. Kuchelmiß 5. Lalendorf 6. Langhagen | - 5. Amt Laage 1. Diekhof 2. Dolgen am See 3. Hohen Sprenz 4. Laage, Stad * 5. Wardow - 6. Amt Mecklenburgische Schweiz (Bestuurscentrum te Teterow) 1. Alt Sührkow 2. Dahmen 3. Dalkendorf 4. Groß Roge 5. Groß Wokern 6. Groß Wüstenfelde 7. Hohen Demzin 8. Jördenstorf 9. Lelkendorf 10. Prebberede 11. Schorssow 12. Schwasdorf 13. Sukow-Levitzow 14. Thürkow 15. Warnkenhagen |

## Bestuurlijke herindelingen
Sinds de oprichting van het district in 1994 hebben er diverse bestuurlijke herindelingen plaatsgevonden. Tot op heden betreft het de volgende wijzigingen.

### Amt
- Fusie van de Ämter Jördenstorf en Teterow-Land tot het Amt Mecklenburgische Schweiz op 1 juni 2004.
- Opgaan van het Amt Lalendorf in het Amt Krakow am See op 1 juli 2004.
- Fusie van de stad Laage met het Amt Laage-Land tot het Amt Laage op 1 augustus 2004.
- Fusie van de stad Bützow met het Amt Bützow Land op 1 januari 2005.
- Opheffing van het Amt Steintanz-Warnowtal waarbij de gemeenten Baumgarten, Dreetz, Tarnow en Warnow over zijn gegaan naar het Amt Bützow Land en de gemeente Gülzow-Prüzen naar het Amt Güstrow-Land op 1 januari 2005.

### Gemeente
- Annexatie van de gemeente Viezen door Bernitt op 1 juli 1995.
- Samenvoeging van de gemeenten Lübzin en Rosenow tot de gemeente Lübzin-Rosenow op 1 juni 1998.
- Annexatie van de gemeente Kleverhof door Altkalen op 1 januari 1999.
- Annexatie van de gemeenten Katelbogen en Qualitz door Baumgarten op 1 januari 1999.
- Annexatie van de gemeente Parkow door Bützow op 1 januari 1999.
- Annexatie van de gemeente Boitin door Tarnow op 13 juni 1999.
- Annexatie van de gemeente Groß Nieköhr door Behren-Lübchin op 31 december 1999.
- Samenvoeging van de gemeenten Sabel en Striesdorf tot de gemeente Dolgen am See op 31 december 1999.
- Annexatie van de gemeenten Göllin, Kurzen Trechow, Moisall en Schlemmindoor Bernitt op 1 januari 2000.
- Annexatie van de gemeente Klein Sien door Jürgenshagen op 1 januari 2000.
- Annexatie van de gemeente Zernin door Tarnow op 1 januari 2000.
- Annexatie van de gemeente Lübzin-Rosenow door Warnow op 1 januari 2000.
- Samenvoeging van de gemeenten Dobbin en Linstow tot de gemeente Dobbin-Linstow op 1 januari 2000.
- Annexatie van de gemeente Oettelin door Zepelin op 1 juli 2001.
- Annexatie van de gemeenten Vietgest en Mamerow door Lalendorf op 1 juli 2001.
- Annexatie van de gemeente Charlottenthal door Krakow am See op 1 januari 2002.
- Annexatie van de gemeente Groß Ridsenow door Wardow op 1 januari 2002.
- Annexatie van de gemeente Pölitz door Diekhof op 1 januari 2004.
- Annexatie van de gemeente Wattmannshagen door Lalendorf op 1 januari 2004.
- Annexatie van de gemeente Alt Kätwin door Wardow op 1 januari 2004.
- Annexatie van de gemeente Matgendorf door Groß Wüstenfelde op 13 juni 2004.
- Annexatie van de gemeente Bülow (bei Güstrow) door Gutow op 13 juni 2004.
- Annexatie van de gemeente Liessow door Laage op 13 juni 2004.
- Samenvoeging van de gemeenten Gülzow en Prüzen ror de gemeente Gülzow-Prüzen op 13 juni 2004.
- Samenvoeging van de gemeenten Bristow en Bülow (bij Malchin) tot de gemeente Schorssow op 13 juni 2004.
- Samenvoeging van de gemeenten Poggelow en Remlin tot de gemeente Schwasdorf op 13 juni 2004.
- Samenvoeging van de gemeenten Levitzow en Sukow-Marienhof tot de gemeente Sukow-Levitzow op 13 juni 2004.
- Annexatie van de gemeente Neu Heinde door Prebberede op 13 juni 2004.
- Annexatie van de gemeente Bellin door Krakow am See op 1 januari 2005.
- Annexatie van de gemeente Recknitz door Plaaz op 1 januari 2005.
- Annexatie van de gemeente Neuendorf door Steinhagen op 1 januari 2005.
- Annexatie van de gemeente Weitendorf door Laage op 1 juli 2006.

Bad Doberan · Demmin · Greifswald · Güstrow · Ludwigslust · Mecklenburg-Strelitz · Müritz · Neubrandenburg · Nordvorpommern · Nordwestmecklenburg · Ostvorpommern · Parchim · Rostock · Rügen · Schwerin · Stralsund · Uecker-Randow · Wismar